# I'll save you
「I'll save you」（アイル セイヴ ユー）は、2001年3月28日にリリースされたFayrayの8thシングル。発売元はアンティノスレコード。

## 収録曲
全編曲：佐橋佳幸
1. I'll save you
  - 作詞・作曲：Fayray
2. US
  - 作詞・作曲：Fayray
3. LA VIE EN ROSE (バラ色の人生)
  - 作詞：エディット・ピアフ、作曲：Louiguy

エディット・ピアフのカバー。

## 参加ミュージシャン
I'll save you
- 青山純：Drums
- MECKEN：Bass
- 斎藤有太：Keyboards
- 佐橋佳幸：Guitar & Mandolin & Bouzouki & Synthesizer
- 橋本茂昭：Programming

US
- 斎藤有太：Keyboards
- 佐橋佳幸：Guitar & Chorus
- 飯尾芳史：Cymbal
- 石川鉄男：Programming
- Fayray：Chorus

LA VIE EN ROSE (バラ色の人生)
- 佐橋佳幸：Guitar
- 橋本茂昭：Sound EFX

## タイアップ
- カネボウ化粧品「KATE」CMソング（#1）
- 日本テレビ系ドラマshin-D『Happiness』主題歌（#2）
- NTT西日本CMソング （#3）

## テレビ出演
I'll save you
- 2001年3月28日 日本テレビ系「AX MUSIC-FACTORY」
- 2001年4月6日 日本テレビ系「FUN」
- 2001年4月7日 NHK総合「ポップジャム」
- 2001年4月13日 テレビ朝日系「ミュージックステーション」
- 2001年4月16日 フジテレビ系「HEY!HEY!HEY! MUSIC CHAMP」